# Rajasaari (ö i Birkaland, Nordvästra Birkaland)
Rajasaari är en ö i Finland. Den ligger i sjön Kyrösjärvi och i kommunen Ikalis i den ekonomiska regionen  Nordvästra Birkalands ekonomiska region  och landskapet Birkaland, i den sydvästra delen av landet, 200 km nordväst om huvudstaden Helsingfors. Öns area är 3 hektar och dess största längd är 300 meter i öst-västlig riktning.